# فین راک (اورگن)
فین راک (به انگلیسی: Finn Rock) یک منطقهٔ مسکونی در ایالات متحده آمریکا است که در شهرستان لین، اورگن واقع شده‌است.